# 中国常驻世界贸易组织代表列表
本列表为中国常驻世界贸易组织历任代表、特命全权大使名录。

## 历任中国常驻世界贸易组织代表、特命全权大使

### 中华人民共和国常驻世界贸易组织代表、特命全权大使（2001年至今）
2001年12月11日，中华人民共和国正式加入世界贸易组织。2002年1月28日，中国常驻世界贸易组织代表团在瑞士日内瓦正式挂牌，并开始代表中国政府行使职能。
| 姓名   | 任命           | 任命           | 到任          | 递交全权证书   | 免职           | 免职           | 离任           | 外交衔级 | 外交职务     | 备注               |
| 姓名   | 全国人大常委会 | 主席           | 到任          | 递交全权证书   | 全国人大常委会 | 主席           | 离任           | 外交衔级 | 外交职务     | 备注               |
| ------ | -------------- | -------------- | ------------- | -------------- | -------------- | -------------- | -------------- | -------- | ------------ | ------------------ |
| 孙振宇 | 2001年12月29日 | 2002年1月17日  | 2002年1月26日 | 2002年1月28日  | 2010年10月28日 | 2010年12月23日 | 2010年12月21日 | 大使     | 特命全权大使 | 兼常驻联日办副代表 |
| 易小准 | 2010年10月28日 | 2010年12月23日 | 2011年1月     | 2011年1月11日  | 2013年10月25日 | 2013年11月25日 | 2013年9月      | 大使     | 特命全权大使 | 兼常驻联日办副代表 |
| 俞建华 | 2013年10月25日 | 2013年11月25日 | 2013年11月    | 2013年11月22日 | 2017年2月24日  | 2017年4月8日   | 2017年3月      | 大使     | 特命全权大使 | 兼常驻联日办副代表 |
| 张向晨 | 2017年2月24日  | 2017年4月8日   | 2017年4月     | 2017年4月12日  | 2020年12月26日 | 2021年2月4日   | 2020年12月     | 大使     | 特命全权大使 | 兼常驻联日办副代表 |
| 李成钢 | 2020年12月26日 | 2021年2月4日   | 2021年2月     | 2021年2月10日  |                |                | 2025年4月      | 大使     | 特命全权大使 | 兼常驻联日办副代表 |